# 阪口吉蔵
阪口 吉蔵（さかぐち きちぞう、前名・吉太郎、1873年（明治6年）11月15日 - 没年不明）は、日本の酒造家、銀行家、兵庫県多額納税者。西宮銀行取締役。族籍は兵庫県平民。

## 人物
兵庫県人・先代阪口吉蔵の長男。阪口市蔵の兄。1900年、家督を相続し、前名・吉太郎を改めた。「丹波屋」と称し、酒造業を営み、傍ら銀行の重役であった。
貴族院多額納税者議員選挙の互選資格を有した。趣味は陶器。宗教は浄土宗。住所は兵庫県西宮市浜脇町。

## 家族・親族
阪口家
- 父・吉蔵[1][7][8]
- 母・さよ（1848年 - ?、兵庫、松本重介の長女）[1][7]
- 弟・市蔵[9]（1881年 - ?、貸地業[10]、地主、家主[10]） - 宗教は真宗、住所は西宮市浜町で[1][9][10]、家族は妻、息子、娘[10]。
- 妹
  - のぶ（大阪、濱崎健吉の妻）[1] ‐ 浜崎健吉は株屋で豊国火災保険や京阪電気鉄道などの重役も務めた。娘婿に渡辺嘉一の四男慶三（愛宕山鉄道取締役）[11]。
  - ちよ（大阪、村井忠三郎の妻）[1]
  - 瀧（大阪、上田彌兵衛の妻）[1]
- 妻・榮（1890年 - ?、大阪、野田儀一郎の妹）[1][7]
- 男・俊次（1906年 - ?）[7]
- 三男[4][7]